# إسحاق دي بينتو
إسحاق دي بينتو هو كاتب ومؤلف وفيلسوف واقتصادي هولندي، ولد في 20 أبريل 1717 في أمستردام في هولندا، وتوفي في 14 أغسطس 1787 في لاهاي في هولندا.